# Ginie (województwo warmińsko-mazurskie)
Ginie – wieś w Polsce położona w województwie warmińsko-mazurskim, w powiecie ełckim, w gminie Kalinowo.
W latach 1975–1998 miejscowość administracyjnie należała do województwa suwalskiego.